# Garnet Ault
Garnet Walter Ault (* 1. November 1905 in North Bay; † 10. September 1993 in Bellaire, Vereinigte Staaten) war ein kanadischer Schwimmer.

## Karriere
Ault nahm an den Olympischen Spielen 1928 teil. In Amsterdam erreichte er mit der kanadischen Staffel über 4 × 200 m Freistil den dritten Rang und sicherte sich somit Bronze. Neben dem Mannschaftswettbewerb trat der Schwimmer auch in zwei Individualdisziplinen an – über 1500 m Freistil qualifizierte er sich für das Finale und wurde dort Sechster, über 400 m Freistil scheiterte er im Halbfinale am Finaleinzug. Im selben Jahr brach er den kanadischen Rekord über eine Meile.
Neben dem Sport studierte er an der University of Michigan Medizin, dieses Studium schloss er 1930 ab. Er spezialisierte sich auf die Proktologie und eröffnete 1938 in Washington, D.C. eine Praxis. Zusätzlich lehrte er als Professor für Chirurgie an der Georgetown University. Zwischen 1962 und 1963 war er Vizepräsident des American Board of Colorectal Surgery und Chefarzt für Proktologie am Washington Hospital Center. 1964 und 1965 betätigte er sich als Präsident der American Proctologic Society, der er 1937 beigetreten war. 1974 ging er in den Ruhestand und lebte fortan in Florida und Michigan. 1993 starb er an einem Herzinfarkt.